# Ivy League
La Ivy League (Liga Ivy o Liga de la Hiedra) es una conferencia deportiva de la NCAA compuesta por ocho universidades privadas del nordeste de Estados Unidos. Estas universidades son: Brown, Columbia, Cornell, Dartmouth, Harvard, Pensilvania, Princeton y Yale. El término Ivy League se usa también más allá del contexto deportivo para referirse a las ocho universidades como un grupo con connotaciones de excelencia académica, selectividad en las admisiones y elitismo social. Prueba de ello, lo constituye el hecho de que la oferta de becas deportivas en estas mismas instituciones está prohibida, a diferencia de las otras conferencias de la División I de la NCAA donde sí se pueden ofrecer esas becas. 
Las instituciones de la Ivy League están consideradas entre las universidades más prestigiosas del mundo. Todos sus miembros están en el ranking top 20 del 2021 de U.S. News & World Report, incluyendo cuatro Ivies en el top cinco (Princeton, Harvard, Columbia, y Yale). En el ranking mundial, incluye dos Ivies en el top diez (Harvard y Columbia). U.S. News ha nombrado a una escuela Ivy League como la mejor a nivel nacional cada año desde 2001 a 2020, Princeton en once ocasiones, Harvard en dos, y dos escuelas empataron el primer lugar en cinco ocasiones. Asimismo, son parte de la Asociación de Universidades Americanas, organización de universidades líderes en investigación.

## Origen de la denominación

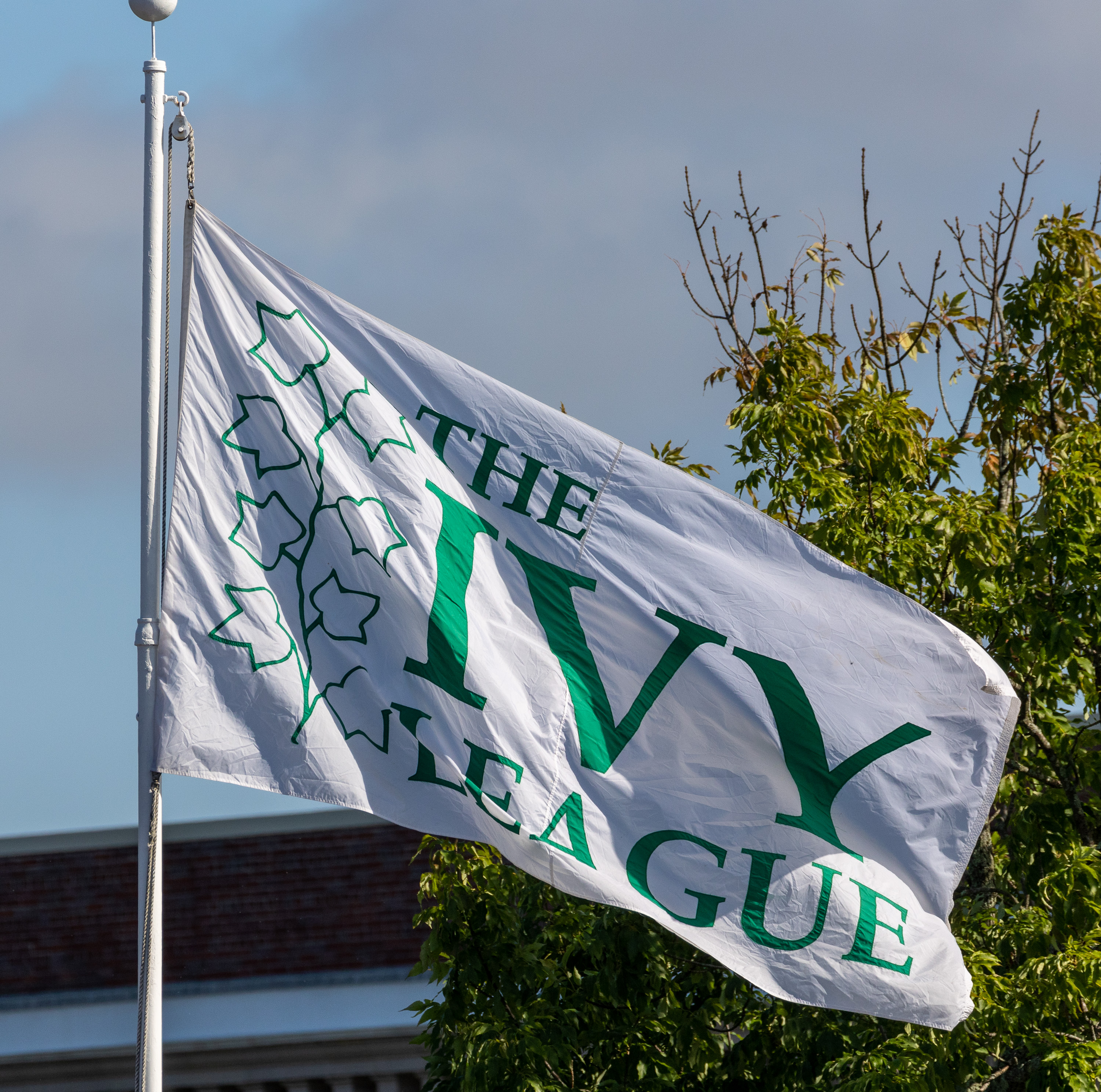
Bandera de la Ivy League.

El uso del término data de 1933, y se hizo oficial desde la creación de la división I de la NCAA en 1954. Todas las llamadas Ivies (instituciones de la Ivy League), con excepción de Cornell, fueron fundadas durante el  período colonial. Por ello también se conoce a las universidades de esta conferencia como “las ocho antiguas” o “las Hiedras” (ancient eight o the Ivies, en idioma inglés). La liga debe su nombre a la hiedra (en inglés ivy), planta trepadora que cubre las paredes de gran parte de los edificios de estas universidades de estilo británico.[cita requerida]
La denominación Ivy League tiene similares connotaciones a diferentes grupos de universidades en otros países como en el caso de Oxbridge y Golden triangle en el Reino Unido, la Liga C9 en China, y las Universidades Imperiales en Japón.

## Miembros
| Logo | Universidad                | Localización             | Fundación | Tipo    | Equipo    |
| ---- | -------------------------- | ------------------------ | --------- | ------- | --------- |
|      | Universidad Harvard        | Cambridge, Massachusetts | 1636      | Privada | Crimson   |
|      | Universidad Yale           | New Haven, Connecticut   | 1701      | Privada | Bulldogs  |
|      | Universidad de Pensilvania | Filadelfia, Pensilvania  | 1740      | Privada | Quakers   |
|      | Universidad de Princeton   | Princeton, Nueva Jersey  | 1746      | Privada | Tigers    |
|      | Universidad de Columbia    | Nueva York, Nueva York   | 1754      | Privada | Lions     |
|      | Universidad Brown          | Providence, Rhode Island | 1764      | Privada | Bears     |
|      | Universidad Cornell        | Ithaca, Nueva York       | 1865      | Privada | Big Red   |
|      | Dartmouth College          | Hanover, Nuevo Hampshire | 1769      | Privada | Big Green |

## Historia de la liga de atletismo

### sigloXIXy principios delsigloXX

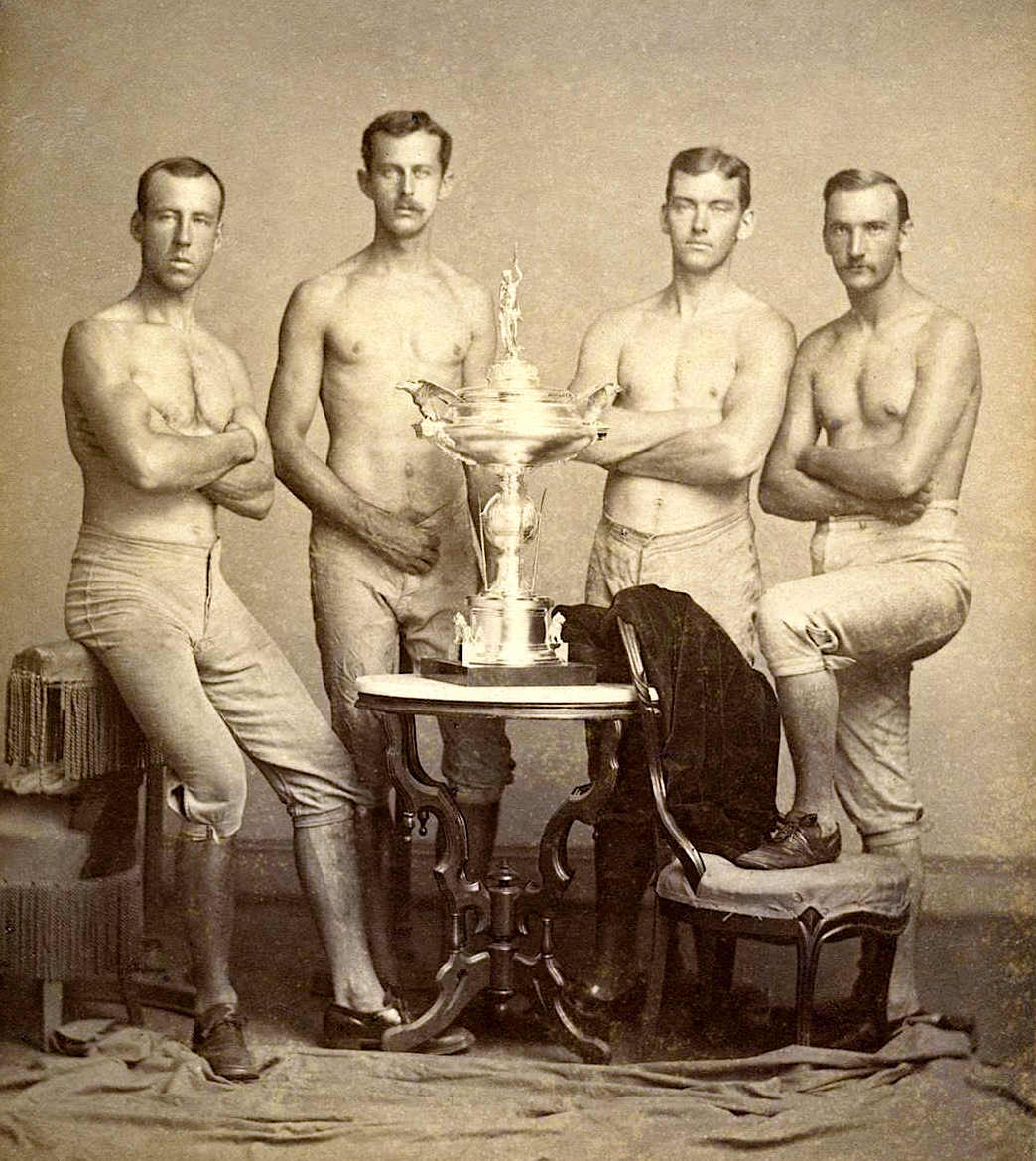
El equipo de cuatro remos de la Universidad de Yale posa con el trofeo de la Regata del Centenario de 1876.

La primera liga atlética formal en la que participaron escuelas de la Ivy League (o cualquier otra universidad estadounidense) se creó en 1870 con la formación de la Rowing Association of American Colleges. La RAAC organizó de facto un campeonato nacional de remo entre 1870 y 1894.
En 1881, la Penn, el Harvard College, el Haverford College, el Princeton College (entonces conocido como College of New Jersey) y el Columbia College formaron la Intercollegiate Cricket Association, al que más tarde se unió Cornell University.  Penn ganó el campeonato de The Intercollegiate Cricket Association (el campeonato nacional de facto) 23 veces (18 en solitario, 3 compartido con Haverford y Harvard, 1 compartido con Haverford y Cornell, y 1 compartido sólo con Haverford) durante los 44 años que existió The Intercollegiate Cricket Association (de 1881 a 1924). 
En 1895, Cornell, Columbia y Penn fundaron la Intercollegiate Rowing Association, que sigue siendo el organismo organizador de atletismo universitario más antiguo de Estados Unidos. Hasta el día de hoy, la IRA Championship Regatta determina el campeón nacional de remo y todas las Ivies son invitadas regularmente a competir.
En 1902 se creó una liga de baloncesto, cuando Columbia, Cornell, Harvard, Yale y Princeton formaron la Eastern Intercollegiate Basketball League; más tarde se les unieron Penn y Dartmouth.
En 1906, se formó la organización que acabó convirtiéndose en la National Collegiate Athletic Association, principalmente para formalizar las reglas del incipiente deporte del fútbol americano. Pero de los 39 miembros originales de la NCAA, sólo dos (Dartmouth y Penn) se convirtieron más tarde en Ivies. En febrero de 1903, comenzó la lucha intercolegial cuando Yale aceptó un desafío de Columbia, publicado en el Yale News. El encuentro tuvo lugar antes de un partido de baloncesto organizado por Columbia y se saldó con un empate.
Dos años más tarde, Penn y Princeton también añadieron equipos de lucha, lo que llevó a la formación de la Asociación de Lucha Intercolegial dirigida por estudiantes, ahora la Eastern Intercollegiate Wrestling Association (EIWA), la primera y más antigua liga de lucha colegial de Estados Unidos. 

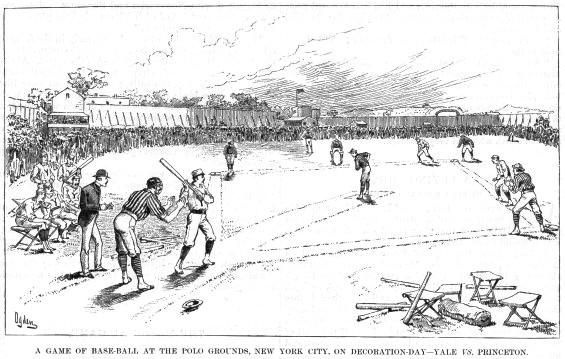
Esbozo de un partido de baseball entre Yale y Princeton (30 de mayo de 1882).

Aunque las escuelas que ahora forman parte de la Ivy League (como Yale y Columbia) jugaban entre sí en la década de 1880, no fue hasta 1930 cuando Columbia, Cornell, Dartmouth, Penn, Princeton y Yale formaron la Eastern Intercollegiate Baseball League; más tarde se les unieron Harvard, Brown, Army y Navy. Antes de la creación formal de la Ivy League, existía un "acuerdo tácito y no escrito entre ciertas universidades del Este sobre relaciones atléticas". La primera referencia a los "Ivy colleges" se produjo en 1933, cuando Stanley Woodward del New York Herald Tribune lo utilizó para referirse a los ocho miembros actuales más el Army. En 1935, la Associated Press informó sobre un ejemplo de colaboración entre los colegios:

Las autoridades deportivas de la llamada "Ivy League" están considerando medidas drásticas para frenar la creciente tendencia a los ataques alborotadores contra las porterías y otras invasiones de los espectadores en los campos de juego.
The Associated PressThe New York Times

A pesar de dicha colaboración, las universidades no parecían considerar inminente la formación de la liga. Romeyn Berry, director de atletismo de Cornell, informó de la situación en enero de 1936 de la siguiente manera:
Un año después de esta declaración y tras haber mantenido discusiones durante un mes sobre la propuesta, el 3 de diciembre de 1936, la idea de "la formación de una Ivy League" ganó suficiente tracción entre los cuerpos de estudiantes universitarios de las universidades como para que Columbia Daily Spectator, The Cornell Daily Sun, The Dartmouth, The Harvard Crimson, The Daily Pennsylvanian, The Daily Princetonian y el Yale Daily News publicaron simultáneamente un editorial titulado "Ahora es el momento", animando a las siete universidades a formar la liga en un esfuerzo por preservar los ideales del atletismo.  Parte del editorial decía lo siguiente:

La Ivy League ya existe en las mentes de muchos de los que están relacionados con el fútbol, y no vemos por qué las siete escuelas en cuestión deberían conformarse con dejarla existir como una entidad puramente nebulosa cuando hay tantos beneficios prácticos que serían posibles bajo una asociación organizada definitiva. Las siete universidades implicadas están naturalmente unidas por sus intereses comunes y estándares generales similares y, gracias a su reputación nacional establecida, se encuentran en una posición particularmente ventajosa para asumir el liderazgo en la preservación de los ideales del atletismo intercolegial.<

Las Ivies llevan compitiendo en deportes desde que existen los deportes interuniversitarios en Estados Unidos. Los equipos de remo de Harvard y Yale se enfrentaron en el primer evento deportivo celebrado entre estudiantes de dos universidades estadounidenses en el lago Winnipesaukee, New Hampshire, el 3 de agosto de 1852. El equipo de Harvard, "The Oneida", ganó la regata y recibió como trofeo unos remos de nogal negro de manos del entonces candidato a la presidencia, el general Franklin Pierce. La propuesta no prosperó: el 11 de enero de 1937, las autoridades deportivas de las escuelas rechazaron la "posibilidad de una liga heptágonoal de fútbol como las que estas instituciones mantienen en baloncesto, béisbol y atletismo". Sin embargo, señalaron que la liga "tiene posibilidades tan prometedoras que no puede ser descartada y debe ser objeto de un examen más detenido" 

### Integración de la competición atlética en laIvy League

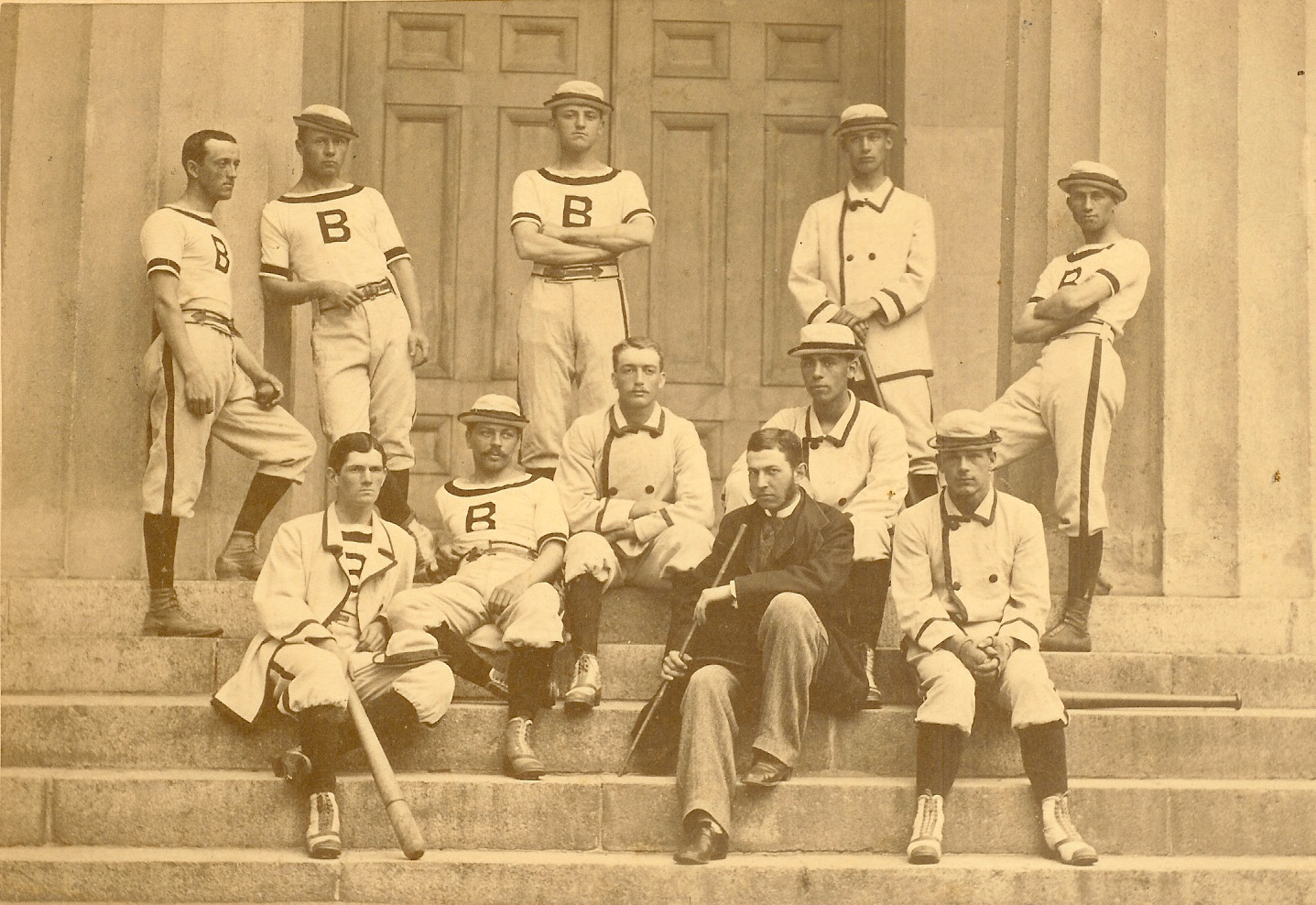
El equipo universitario de béisbol de Brown de 1879. W.E. White (sentado el segundo por la derecha) pudo haber sido el primer afroamericano en jugar al béisbol en las grandes ligas.

La integración del atletismo siguió un patrón similar al de la integración general de la Ivy League en el siglo XIX y principios del XX. No existía una política activa que discriminara la incorporación de estudiantes atletas negros a la coalición atlética. Harvard tiene el registro más temprano de romper la barrera del color en el atletismo después de reclutar a William Henry Lewis para su equipo de fútbol americano en 1892. Dartmouth siguió el ejemplo, con la integración de atletas negros en sus equipos de fútbol en 1904. Brown integró a su equipo de fútbol poco después, en 1916. Cornell seguiría su ejemplo en 1937.

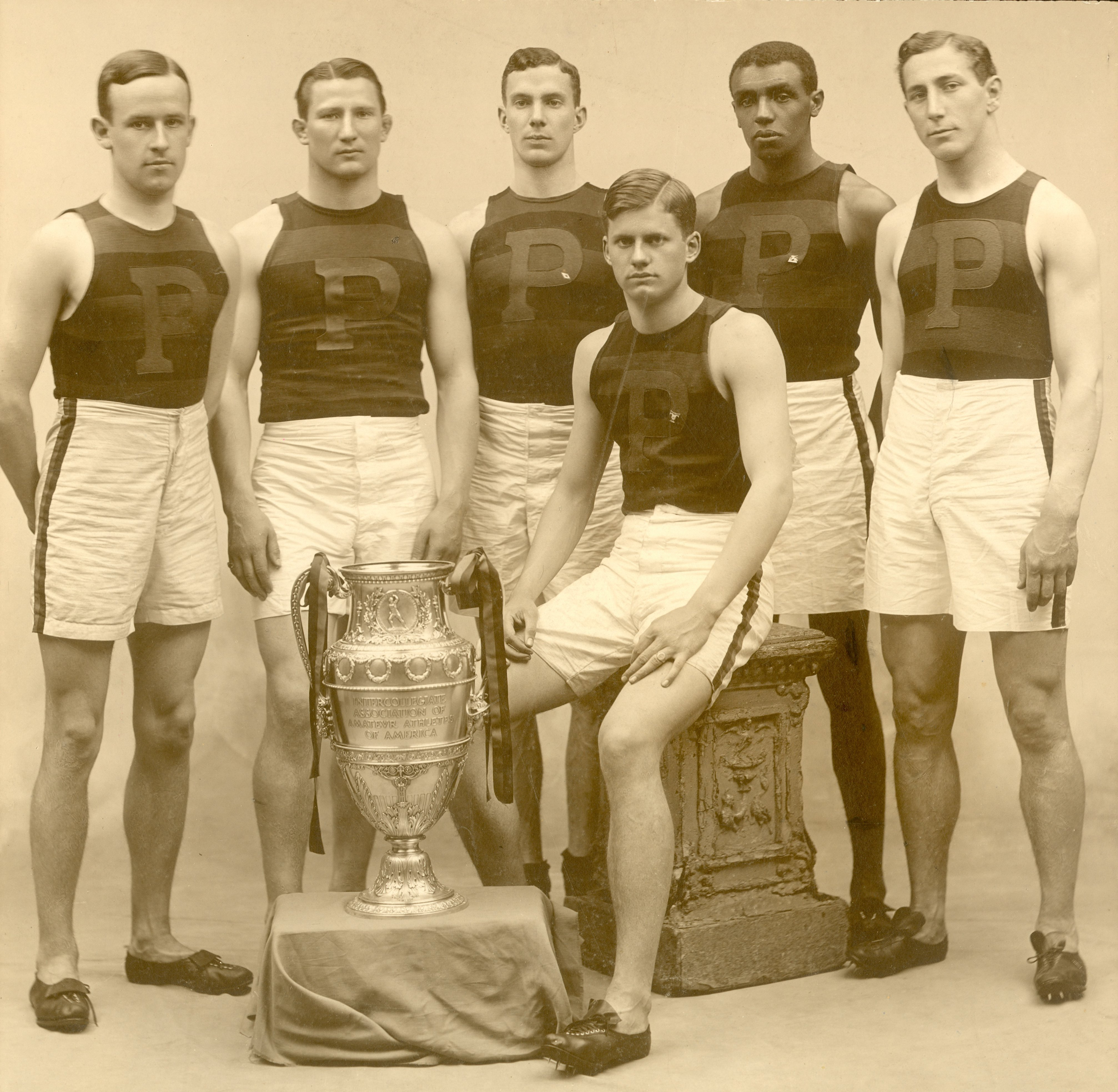
El equipo masculino de atletismo de la Universidad de Pennsylvania fue el ganador de puntos del IC4A de 1907. De izquierda a derecha: Guy Haskins, R.C. Folwell, T.R. Moffitt, John Baxter Taylor, Jr., el primer atleta negro de Estados Unidos en ganar una medalla de oro en los Juegos Olímpicos, Nathaniel Cartmell, y J.D. Whitham (sentado).

Penn tuvo estudiantes negros en su equipo de atletismo ya en 1903 (John Baxter Taylor, Jr., el primer atleta negro de Estados Unidos en ganar una medalla de oro en los Juegos Olímpicos) y un estudiante negro fue nombrado capitán del equipo de atletismo en 1918.

### Equipos
| Deporte                    | Masculino | Femenino |
| -------------------------- | --------- | -------- |
| Béisbol                    | 8         | -        |
| Baloncesto                 | 8         | 8        |
| Cross country              | 8         | 8        |
| Esgrima                    | 6         | 7        |
| Hockey sobre hierba        | -         | 8        |
| Fútbol americano           | 8         | -        |
| Golf                       | 8         | 7        |
| Hockey sobre hielo         | 6         | 6        |
| Lacrosse                   | 7         | 8        |
| Remo                       | 7         | 7        |
| Fútbol                     | 8         | 8        |
| Sóftbol                    | -         | 8        |
| Squash                     | 8         | 8        |
| Natación y saltos          | 8         | 8        |
| Tenis                      | 8         | 8        |
| Atletismo (pista cubierta) | 8         | 8        |
| Atletismo (aire libre)     | 8         | 8        |
| Voleibol                   | -         | 8        |
| Lucha libre                | 6         | -        |

La Ivy League es la sede de algunos de los equipos universitarios de rugby más antiguos de los Estados Unidos. Aunque estos equipos no son deportes "varsity", compiten anualmente en la Ivy Rugby Conference.